# Harigaya Takeaki
Harigaya Takeaki (針谷 岳晃 Harigaya Takeaki, sinh ngày 15 tháng 10 năm 1998) là một cầu thủ bóng đá người Nhật Bản. Anh thi đấu cho Júbilo Iwata.

## Sự nghiệp
Harigaya Takeaki gia nhập câu lạc bộ tại J1 League Júbilo Iwata năm 2017.